# Batalla de Brunanburgh
La batalla de Brunanburgh va tenir lloc el 937 i va enfrontar les forces del Regne de Wessex, dirigides pel rei Etelstan i el seu germà Edmund i una triple aliança entre el rei viking Olaf Guthfrithsson del Regne de Dublín, Constantí II d'Escòcia i Owen I del Regne de Strathclyde. La batalla va acabar amb una decisiva victòria anglosaxona.
Diverses fonts també apunten la presència de mercenaris d'Irlanda, Gal·les i Cornualla, donant una idea sobre la magnitud de la batalla.

## Antecedents
Abans de la batalla, Etelstan ja havia derrotat els vikings de Jòrvik l'any 928, consolidant el poder de Wessex sobre tota Anglaterra. Davant d'aquesta amenaça, Constantí II d'Escòcia va començar a buscar aliances entre els seus veïns per defensar les fronteres del Regne d'Alba.
Així doncs, Constantí va casar la seva filla amb Olaf Guthfrithsson, rei viking de Dublín i York, accelerant l'aliança amb els comtes del Northumbria. D'altra banda, Owen I de Strathclyde ja era part de la família de Constantí i, per tant, va ser fàcil incorporar el seu regne a l'aliança contra Etelstan.

## Batalla
Basant-se en diverses fonts, James Parket va ser capaç de narrar la batalla en el següent escrit:
"Anlaf, fill de Shtric, que era el cabdill dels Ostmen (vikings) d'Irlanda, es va aliar amb Constantí, el rei dels escocesos, i es va preparar per recuperar Northumbria. Reuní un gran exèrcit en Irlanda i juntament amb els escocesos va desembarcar en el riu Humber. Etelstan va marxar contra ells amb el seu germà Edmund, però no hi va haver cap batalla fins que els saxons no van arribar a l'extrem de Northumbria. Allí, en un lloc de nom Brunanburg, els nòrdics i els escocesos s'havien fet forts a l'estil nòrdic, amb una forta tanca dins d'un profund fossat i quan foren atacats pels saxons va esclatar una lluita desesperada. Es va superar el fossat, es va batre la paret d'escuts i després d'un dia de lluita els aliats van fugir. Cinc reis i set cabdills van quedar morts, a més d'una innombrable quantitat d'homes. "
A més dels cinc reis i els set jarls vikings, dos cosins d'Etelstan i un destacat bisbe anglosaxó també van deixar la vida en la batalla. Diverses fonts afirmen que els de Wessex van llençar una càrrega de cavalleria, contradint la creença popular que els antics anglesos només lluitaven amb tropes d'infanteria. La cavalleria era relativament insignificant entre les forces saxones i, per tant, és probable que fossin mercenaris d'altres regnes.

## Fets posteriors
Aquesta batalla és una de les més importants en la història britànica, ja que la victòria d'Etelstan sobre la triple aliança de nòrdics i celtes va consolidar la unitat d'Anglaterra com un regne anglosaxó. Malgrat tot, la força militar del regne de Wessex va quedar tan malmesa que la resta de regnes es van consolidar en els seus territoris, dominis que han sobreviscut fins als nostres dies.

## Localització
Alguns indrets suggerits com a escenari de la batalla són:
- Bromborough en Wirral[a]
- Barnsdale, South Yorkshire [b]
- Brinsworth, South Yorkshire[c]
- Bromswold [d]
- Burnley [20]
- Burnswark, a prop de Lockerbie al sud d'Escòcia[e]
- Lanchester, en el Comtat de Durham [f]
- Hunwick en el Comtat de Durham[g]
- Londesborough i Nunburnholme, al Riding de l'Est en Yorkshire[25]
- Heysham, Lancashire[26]
- Barton-upon-Humber en North Lincolnshire[h]
- Little Weighton, al Riding de l'Est en Yorkshire.[27]